# ياغوستيرا
بلدية ياغوستيرا (بالإسبانية: Llagostera) هي بلدية تقع في مقاطعة جرندة التابعة لمنطقة كتالونيا شمال شرق إسبانيا.

## الديموغرافيا
بلغ عدد سكان بلدية ياغوستيرا 8.105 نسمة عام 2011 (وفقاً للمعهد الوطني الإسباني للإحصاء).
| 5.410 | 5.624 | 6.072 | 6.764 | 7.314 | 7.764 | 8.105 |

## أعلام
- خوردي رورا
- سيرجي ميكيل